# Вилхелм Шенк фон Лимпург-Шпекфелд
Вилхелм Шенк фон Лимпург-Шпекфелд (на немски: Schenk Wilhelm Schenk von Limpurg-Speckfeld; * 10 юни 1568; † 14 февруари 1633) е наследствен шенк на Лимпург, господар в замък Шпекфелд над Маркт Айнерсхайм в Бавария и главен фогт на Гьопинген.

## Произход
Той е най-големият син на Фридрих VI Шенк фон Лимпург (1536 – 1596) и втората му съпруга шенка Агнес фон Лимпург-Гайлдорф (1542 – 1606), дъщеря на Вилхелм III Шенк фон Лимпург (1498 – 1552) и Анна дела Скала/фон дер Лайтер († сл. 1545). Брат е на Конрад Шенк фон Лимпург-Шпекфелд (1570 – 1634), Хайнрих II Шенк фон Лимпург (1573 – 1637), фрайхер на Лимпург-Зонтхайм, и полубрат на Еберхард I Шенк фон Лимпург (1560 – 1622), шенк на Лимбург, господар на Шпекфелд, и Георг Шенк фон Лимпург (1564 – 1628), шенк на Лимпург.
Вилхелм Шенк фон Лимпург-Шпекфелд умира бездетен на 14 февруари 1633 г., на 64 години.

## Фамилия
Вилхелм Шенк фон Лимпург-Шпекфелд се жени на 6 декември 1606 г. за Доротея Ройс фон Плауен (* 28 октомври 1570; † 2 декември 1631, Оберзонтхайм), вдовица на граф Георг Фридрих I фон Хоенлое-Валденбург (* 30 април 1562; † 22 октомври 1600), дъщеря на граф Хайнрих XVI Ройс-Гера (1530 – 1572) и Доротея фон Золмс-Лаубах (1547 – 1595), дъщеря на граф Фридрих Магнус I фон Золмс-Лаубах (1521 – 1561) и графиня Агнес фон Вид († 1588). Те нямат деца.